# چوی مین-کیونگ
چوی مین-کیونگ (انگلیسی: Choi Min-kyung؛ زادهٔ ۲۵ اوت ۱۹۸۲) اسکیت‌باز سرعت اهل کره جنوبی-فرانسه است.